# Hermann von Rosenberg
Pour les articles homonymes, voir Rosenberg.
Le baron Carl Benjamin Hermann von Rosenberg, né le 7 avril 1817 à Darmstadt et mort le 15 novembre 1888 à La Haye, est un militaire et un naturaliste néerlandais d'origine allemande.

## Biographie
Militaire de carrière, le baron Rosenberg est en poste à Java et reste 16 ans en Indonésie. Il participe à l'exploration de Sumatra.
En 1858, il commence à collecter les oiseaux lors d'une expédition en Nouvelle-Guinée. Bientôt, il travaille pour le compte d'Hermann Schlegel, directeur du muséum d'histoire naturelle de Leyde. En 1863 et 1864, Rosenberg prospecte à Sulawesi. Jusqu'en 1871, il explore les côtes occidentales de la Nouvelle-Guinée et permet à Schlegel de décrire de nombreuses nouvelles espèces.
Il se retire en 1871 et rédige son Der Malayische Archipel. Land und Leute in Schilderungen, gesammelt während eines dreissigjährigen Aufenthaltes in den Kolonien, qui devient assez populaire. Il y décrit l'Indonésie et donne des informations sur sa topographie, la zoologie, l'ethnographie et les langues parlées dans la région.